# Emilia Binasik-Jeżewska
Emilia Binasik-Jeżewska (ur. 18 maja 1918 w Harbinie, zm. 7 lutego 1973) – polska lekarka, poseł na Sejm PRL IV kadencji.

## Życiorys
Uzyskała wykształcenie wyższe, z zawodu lekarka. Specjalizowała się w ginekologii. Pracowała na stanowisku starszego asystenta Szpitala Miejskiego im. Maurycego Madurowicza we Wrocławiu. W 1965 uzyskała mandat posła na Sejm PRL w okręgu Wałbrzych, w parlamencie pracowała w Komisji Zdrowia i Kultury Fizycznej.
Odznaczona Krzyżem Kawalerskim Orderu Odrodzenia Polski, Srebrnym Krzyżem Zasługi oraz odznaką honorową „Za wzorową pracę w służbie zdrowia”.
Jej mężem był Rościsław Binasik (1918–2004). Pochowana na cmentarzu Osobowickim (94R/112/1).